# 席蒙·戈德堡
席蒙·戈德堡（英語：Szymon Goldberg，1909年6月1日—1993年7月19日）是波蘭裔美籍猶太小提琴家、指揮家。

## 生平
戈德堡出生於弗沃茨瓦韦克，在华沙成長習琴，啟蒙自亨利克·查普林斯基（Henryk Czaplinski），後者師承捷克著名小提琴家奧塔卡·舍夫契克。之後戈德堡和莱奥波德·奥尔的學生米茨瓦夫·米哈沃維奇（Mieczysław Michałowicz）習琴。1917年戈德堡前往柏林，向弗莱什·卡罗伊以及約瑟夫·沃爾夫斯塔爾學習。
1921年在華沙舉行個人獨奏會，1924年再與柏林爱乐乐团合作（演出三首協奏曲），之後戈德堡成為德勒斯登愛樂樂團的樂團首席，任職至1929年止。1929年，柏林愛樂樂團的首席指揮威廉·富特文格勒向戈德堡提出邀請，希望他可以擔任該團的樂團首席。戈德堡在柏林任職至1934年止。在柏林的期間，他和欣德米特與費爾曼三人組成的三重奏有常態性的活動，此外戈德堡也和柏林愛樂樂團的團員組成弦樂四重奏進行演奏。
隨著第三帝國的興起，戈德堡在1934年離開柏林，這之後他和鋼琴家莉莉·克勞斯開始在歐洲旅行演奏。1938年戈德堡在紐約卡内基大厅演出，這是他的美國初登場。這段期間戈德堡創立了一個鋼琴四重奏，羅伯特·皮克勒（Robert Pikler，匈牙利）任中提琴，路易斯·莫澤（Louis Mojzer，匈牙利）任大提琴，尤金妮·愛默生（Eugenie Emerson，美國）擔綱鋼琴。日本入侵爪哇之前，他們在當地的主要城市演出。
1946年，戈德堡有三個月時間在澳洲演出，然後他前往美國。1953年戈德堡成為美國公民。他在亞斯本音樂學校教學至1965年為止，也擔任學校的指揮。1955年戈德堡在阿姆斯特丹成立荷蘭室內樂團，他帶領該團至1979年止，多次率團巡迴演出。1977年至1979年期間，戈德堡亦是曼徹斯特室內樂集的指揮。
戈德堡曾任教於耶鲁大学（1978年至1982年）、茱莉亞學院（1978年至1989年）、柯蒂斯音樂學院（1980年至1981年）、曼哈顿音乐学院等校。1990年起，擔任東京的新日本愛樂交響樂團指揮，至逝世方止。
戈德堡於1993年在日本富山過世，享年84歲。

## 作品

### 商業錄音
戈德堡的錄音不少，著名者是與克勞斯在戰前錄製的莫扎特、貝多芬、勃拉姆斯奏鳴曲。此外，七〇年代他曾與鲁普錄製莫扎特、舒伯特小品。
- 莫扎特三首小提琴協奏曲（第3號、第4號與第5號），瓦爾特·薩斯坎德，愛樂管弦樂團，Testament（SBT 1028）

## 個人生活
戈德堡的第一任妻子在1980年因病逝世。1988年他的再婚對象是日本鋼琴家山根美代子（Yamane Miyoko），他們婚後居住在費城，1992年遷至日本富山。

## 軼事
- 戈德堡的用琴是「維塔男爵」（Baron Vitta）瓜奈里小提琴。在戈德堡逝世之後，這把琴由遺孀捐贈給美國國會圖書館。[5]

## 外部連結
- 席蒙·戈德堡的Discogs页面（英文）